# کنی گالارزا
کنی عمر گالارزا آروچو (زادهٔ ۱۶ اکتبر ۱۹۸۵) یک بوکسور حرفه‌ای است که در دسته سبک‌وزن رقابت می‌کند. او در سطح آماتور به نمایندگی از پورتو ریکو در رویدادهای مختلف شرکت کرده است. گالارزا موفق به کسب هفت قهرمانی ملی شده و در مسابقات بین‌المللی نیز چندین افتخار به دست آورده است. این افتخارات شامل دو مدال طلای دعوتی المپیک جوانان، مدال نقره در مسابقات قهرمانی بوکس پان امریکن ۲۰۰۵ و مدال برنز در بازی‌های آمریکای مرکزی و کارائیب ۲۰۰۶ می‌شود. پیش از بازی‌های پان امریکن ۲۰۰۷، گالارزا دوران آماتور خود را به پایان رساند و با سمینول واریرز بوکسینگ قرارداد امضا کرد. او با پیروزی بر جسی فرانسیسکو در ۱۵ مه ۲۰۰۷ وارد عرصه حرفه‌ای شد. این پیروزی آغازگر یک رشته از پیروزی‌ها برای او بود که تا سیزده مسابقه پس از آن نیز ادامه داشت. در ۱۷ سپتامبر ۲۰۰۹، گالارزا اولین عنوان حرفه‌ای خود را با پیروزی بر جوشوا آلودی کسب کرد و به اولین قهرمان موقت سبک‌وزن سازمان بوکس آمریکای شمالی تبدیل شد. ثبت رکوردی بی‌نقص و نسبت ناک‌اوت بالا، او را در رتبه‌های دیگر نهادهای رده‌بندی شامل سازمان جهانی بوکس (رتبه ۱۱)، دبلیوبی‌او لاتینو (رتبه ۷)، سازمان جهانی بوکس (رتبه ۶) و بنیاد بین‌المللی بوکس جهانی (رتبه ۱۰) قرار داد.

## دوران حرفه‌ای
گالارزا در ۱۵ مه ۲۰۰۷ به عنوان یک بوکسور حرفه‌ای با حمایت شرکت سمینول واریرز بوکسینگ و تحت آموزش پدرش و خوزه بونیلا، به عرصه حرفه‌ای قدم گذاشت. در اولین مسابقه‌اش، او با جسی فرانسیسکو مسابقه داد، که این مسابقه بخشی از یک رویداد در هالیوود، فلوریدا بود. پس از اینکه هر دو بوکسور در دور اول ناک‌داون شدند، گالارزا در دور دوم با ناک‌اوت فنی فرانسیسکو را شکست. دومین مسابقه او در همان مکان برگزار شد و اولین مسابقه رسمی آن رویداد محسوب می‌شد. او با کارلوس اویولا، که در اولین مسابقه حرفه‌ای خود بود، روبه‌رو شد. پس از دو دور، گالارزا دومین پیروزی خود را به دست آورد. در مسابقه بعدی، گالارزا با جیمز سنگری مواجه شد و این مسابقه تنها یک دور طول کشید، زیرا یک ضربه سنگین باعث بیهوشی سنگری شد. این پیروزی‌ها با دو پیروزی ناک‌اوت فنی دیگر مقابل دیوید موند و اماوری تورس دنبال شد. در ۲۱ ژوئن ۲۰۰۸، روال پیروزی‌های او با پیروزی ناک‌اوت مقابل هرکلیس بارانتس، ادامه یافت. در مسابقه‌ای در آخرین ماه سال ۲۰۰۸ که بخشی از رویداد وندزدی نایت فایت بود، گالارزا در دور دوم، با ناک‌اوت دِواریس کریتون را شکست. او سال را با مبارزه در ۱۲ نوامبر ۲۰۰۸ مقابل سباستین هامل از کانادا به پایان رساند. گالارزا کنترل تهاجمی را در طول مسابقه در دست داشت و در اواخر دور دوم یک ناک‌داون به نام خود ثبت کرد. در اواسط دور دوم، کادر فنی حریف، تصمیم به کناره‌گیری بوکسور خود شدند و با این عمل، گالارزا برنده ناک‌اوت فنی شد. در دسامبر، نویسنده بوکس وب سایت شرکت ای‌اس‌پی‌ان، گالارزا را در فهرست «ستاره‌های آینده‌دار» قرار داد. لئوناردو روخاس قرار بود حریف بعدی او باشد که قرار بود این مسابقه در مونترال برگزار شود. با این حال، این مسابقه به دلیل قوانین محلی که برگزاری مسابقات یک ساعت قبل از نیمه شب را ممنوع می‌کند، لغو شد. ۲۸ فوریه ۲۰۰۹، او دوباره به میدان رفت و با ادواردو آدورنو مسابقه داد. این مسابقه در پونس برگزار شد و اولین بار بود که گالارزا از زمان تبدیل شدن به یک حرفه‌ای، در پورتو ریکو به میدان می‌رفت. این مسابقه به عنوان آخرین مسابقه تعیین‌کننده در وزن ۱۴۲ پوند برگزار شد. گالارزا با ناک‌اوت فنی آثودو را در ۲:۱۰ دقیقه از دور هفتم شکست داد. او در این مسابقه پیروز شد و ناک‌اوت فنی را در ۱:۵۹ دقیقه از دور اول به دست آورد.
در ۲۲ آوریل ۲۰۰۹، اندرو آیزل از دات‌دش، گالارزا را در رتبه بیستم فهرست «۲۰ تا از بهترین امیدهای بوکس برای سال ۲۰۰۹ و آینده» قرار داد، که شامل بوکسورهایی بود که به نظر او دارای پتانسیل تبدیل شدن به «ستاره‌های نسل بعدی بوکس» بودند. مبارزه بعدی گالارزا مقابل روبرتو آثودو بود.
سپس، شرکت یونیورسال اعلام کرد که او در ۱۸ سپتامبر ۲۰۰۹، در رویدادی در مقابل سزار سدا جونیور و عمر سوتو به میدان خواهد رفت. این رویداد افتتاحیه یک استادیوم در خوآنا دیاز بود، شهری که گالارزا در آن زاده شده بود و سدا در آن زندگی می‌کرد. حریف دیگر گالارزا جاشوا آلوتی بود و عنوان موقت قهرمانی سازمان بوکس آمریکای شمالی را در اختیار داشت. در این مبارزه، تبادل ضربات از طرف هر دو بوکسور مشاهده شد و گالارزا از ضربات چپ و آپرکات برای ضعیف کردن آلوتی استفاده کرد. در دور دهم، گالارزا با یک ضربه به بدن آلوتی را ناک‌داون کرد. آلوتی پس از شمارش هشت، بهبود یافت و از جا برخاست، اما داور به دلیل عدم واکنش آلوتی پس از ضربات متعدد، مبارزه را متوقف کرد. این پیروزی باعث شد که گالارزا لقب «پروژه ماه» را از طرف نویسنده بوکس، تئودور سارس، دریافت کند. برای پایان سال، داگ فیشر از مجله «د رینگ» او را در فهرست «برترین امیدهای مورد توجه برای سال ۲۰۱۰» قرار داد.
اولین مسابقه او در سال ۲۰۱۰ در ۲۹ ژانویه ۲۰۱۰، مقابل ایلیدو خولیو، که یکی از قهرمانان سابق بوکس بود، برگزار شد. این مسابقه به صورت یک رویداد درون شرکتی به نام یوآی‌سی پالیویشن برگزار شد. گالارزا در دور اول دو بار و در دور سوم یک بار ناک‌داون کرد. در نتیجه، خولیو از داور اخطار دریافت کرد، اما همچنان در برابر حملات پاسخگو نبود و مبارزه بین دورهای چهارم و پنجم به دلیل ناک‌اوت فنی متوقف شد.
مسابقه بعدی او یک مسابقه تمرینی بود که در ۱۱ مارس ۲۰۱۰ برگزار شد و در آن با میگل کاسیلّاس به مبارزه پرداخت. گالارزا در دو دور اول بر حریف خود مسلط شد، ابتدا در دور اول به بررسی حرکات حریف پرداخت و سپس در دور دوم حملات خود را افزایش داد. در دور سوم، او کاسیلّاس را به طناب‌ها چسباند و چندین ضربه پی‌درپی به او وارد کرد. این حملات ادامه یافت تا زمانی که داور مبارزه را در ۱:۲۷ دقیقه از دور سوم به دلیل ناک‌اوت فنی متوقف کرد.